# 醍醐山トンネル

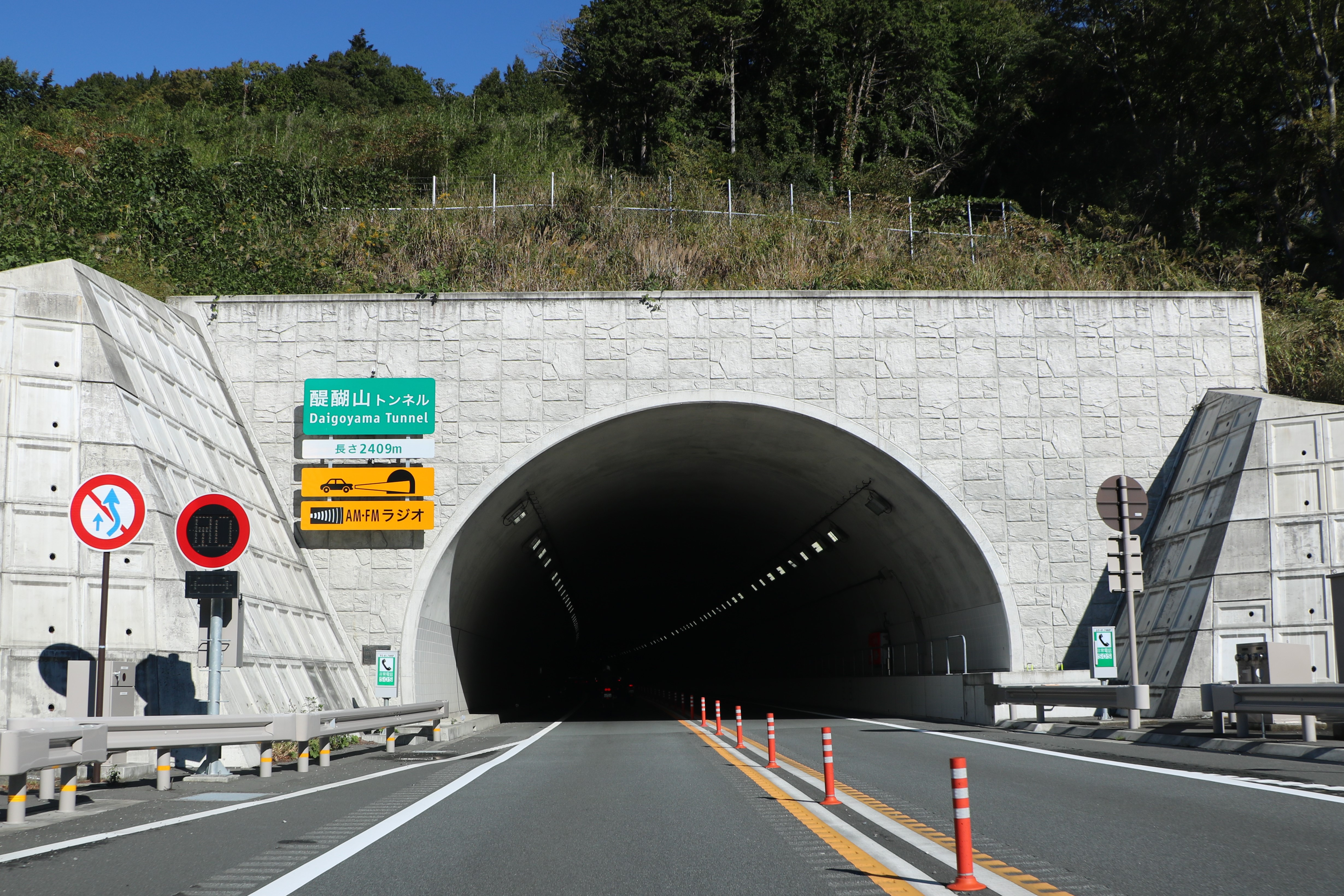
醍醐山トンネル南口（2021年10月23日撮影）

醍醐山トンネル（だいごやまトンネル）は、山梨県南巨摩郡身延町にある中部横断自動車道のトンネルである。

## 概要
中部横断自動車道 中富IC - 下部温泉早川IC間にあり、長さ2,409mと中部横断自動車道のトンネルとしては樽峠トンネルに次いで2番目、新直轄区間内のトンネルとしては一番長い。
2008年（平成20年）より着手、2010年（平成22年）4月より掘削を開始し、2013年（平成25年）11月10日に貫通した。
2019年（平成31年）3月10日に開通した。